# دکتر روس
دکتر روس (انگلیسی: Doctor Ross؛ ۲۱ اکتبر ۱۹۲۵ – ۲۸ مهٔ ۱۹۹۳) یک موسیقی‌دان اهل ایالات متحده آمریکا بود. وی بین سال‌های ۱۹۵۱ تا ۱۹۹۳ میلادی فعالیت می‌کرد.